# Athalia Molokomme
Athalia Molokomme, née le 4 décembre 1959 à Francistown, est une magistrate et une femme politique botswanaise. Elle est procureur général de son pays depuis 2005.

## Biographie

### Jeunesse et formation
Athalia Molokomme est la seconde d'une fratrie de neuf enfants, et est élevée avec des valeurs familiales fortes, de partage et de respect mutuel. Son père, Rufus Oka Kabiwa est un enseignant. Sa mère Imeldah Mishodzi Molokomme, est une militante féministe Elle a la possibilité d'effectuer des études secondaires dans une école d'une mission catholique de Gaborone. À partir de 1976, elle commence des études supérieures. Elle est titulaire de diplômes des universités du Botswana et du Swaziland. En 1983, elle obtient une maîtrise en droit de la faculté de droit de Yale (Yale Law School), aux États-Unis. En 1986, elle fonde dans son pays une organisation de femmes avocates se consacrant à la défense des droits des femmes, Emang Basadi. En 1988, elle participe à la fondation de Women and the Law in Southern Africa (WLSA). Elle obtient également un doctorat en droit de l'université de Leyde, où elle étudie de 1988 à 1991. Sa thèse, Children of the Fence : The maintenance of extra-marital children under law and practice in Botswana, est publiée cette même année 1991.

### Carrière professionnelle
Elle intervient ensuite dans son pays comme enseignante. Elle est professeur de droit à l'université du Botswana et y effectue des recherches. Elle publie plusieurs ouvrages dans les domaines du droit de la famille, des femmes, du droit coutumier et du droit du travail. Elle est la fondatrice et la responsable de la charte de l'égalité des sexes  au Secrétariat de la Communauté de développement d'Afrique australe jusqu'en mai 2003, lorsqu'elle est nommée juge à la Haute Cour du Botswana. Dans les années 1990, elle intervient régulièrement au niveau national, régional et international, dans des conférences, des ateliers et des séminaires sur ses domaines d'expertise. Elle se marie en 1995.

### Carrière politique
En 2005, elle devient la première femme procureur général du Botswana, fonction qui correspond à celle de ministre de la Justice.
Le gouvernement auquel elle appartient bénéficie d'une situation politique particulièrement stable et d'une bonne réputation à l'international, même si le parti au pouvoir a connu une érosion des votes en sa faveur aux élections législatives d'octobre 2014 : « Le gouvernement du Botswana jouit d’une réputation internationale brillante et se classe parmi les meilleurs d’Afrique pour sa gouvernance, ce que confirme récemment, l'indice Mo Ibrahim 2014 de la gouvernance en Afrique où ce gouvernement est classé troisième, juste derrière l'exécutif de l'Ile Maurice et du Cap-Vert et au-dessus de l'Afrique du Sud. Mais les résultats électoraux suggèrent que la population du Botswana ne partage pas complètement cet enthousiasme mondial pour leur gouvernement », commente le 30 octobre 2014 l'analyste politique sud-africain Peter Fabricius. 
En avril 2014, il est envisagé qu'elle démissionne de son poste de procureur général pour se présenter à la présidence de l'assemblée des États parties au Statut de Rome, organe de direction de la Cour pénale internationale, mais ceci ne se fait pas. C'est finalement le ministre sénégalais de la justice, qui est élu à cette présidence. Athalia Molokomme est également membre du Justice Leadership Group, un groupe d'étude réunissant des personnalités juridiques africaines influentes.

## Principales publications
- (en) His, Mine, Ours ? The proporty rights of Women married under Botswana common law, Gaborone, Ministry of Homee Affairs, 1986.
- (en) The children of the fence. The maintenance of extra-marital children under law and practice in Botswana, Leyde, African Studies centre of Leiden (thèse de doctorat), 1991 (lire en ligne).
- (en) The Woman's Guide to the Law : An Outline of How the Law Affects Every Woman and her Family in Botswana, Gaborone, Ministry of Homee Affairs, 1992.
- Échange de vues sur les mesures stratégiques de renforcement des capacités nationales d’enquêtes et de poursuites des crimes sexuels et à caractère sexiste relevant du Statut de Rome. Notes de discours, 9 novembre 2015 (lire en ligne).